# Црква Свете Тројице у Глоговици
Црква Свете Тројице у Глоговици, насељеном месту на територији општине Алексинац, припада Епархији нишкој Српске православне цркве.
Црква посвећена Светој Тројици подигнута је 1880. године, у време епископа нишког Никанора, који је и осветио. Ова светиња је подигнута у спомен жртвама српско-турских ратова 1876. године. По предању у цркви се на десној страни налази костурница са костима српских и руских војника.